# Åsa Romson

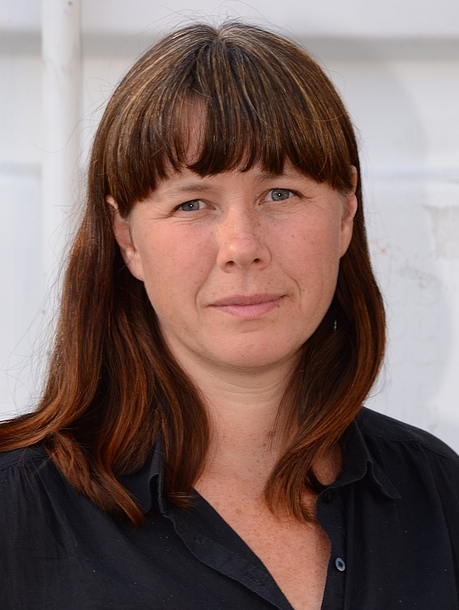
Åsa Romson in 2011

Åsa Elisabeth Romson (Stockholm, 22 maart 1972) is een Zweeds politica van de Miljöpartiet.
Van 2002 tot 2010 was Romson lid van de gemeenteraad van Stockholm. Bij de Zweedse parlementsverkiezingen van 2010 werd ze verkozen als lid van de Rijksdag. In 2011 werd zij samen met Gustav Fridolin woordvoerder van haar partij. Toen de Miljöpartiet na de Zweedse parlementsverkiezingen van 2014 deel ging uitmaken van het kabinet-Löfven (een rood-groene coalitieregering onder leiding van premier Stefan Löfven), werd Romson aangesteld als minister van Klimaat en Milieu en tevens als vicepremier.
Romson trad in mei 2016 vroegtijdig af toen bleek dat zij door haar partij niet werd genomineerd voor een tweede termijn als woordvoerder. Isabella Lövin nam haar taken als partijwoordvoerder en vicepremier over, terwijl Karolina Skog haar opvolgde als minister van Milieu.
- International Standard Name Identifier: 0000 0003 6777 2438
- Nationale Bibliotheek van Tsjechië: jo2017946520
- Nederlandse Thesaurus van Auteursnamen: 314127445
- LIBRIS: 351754
- Virtual International Authority File: 232708554
- WorldCat: E39PBJdWMqgCBKWPd3rfRwwXBP